# Liliomfa-virágúak
A liliomfa-virágúak vagy liliomfák (Magnoliales) a zárvatermők törzsének legősibb rendje; kizárólag trópusi-szubtrópusi fajokkal.

## Rendszerezés
A rendbe az alábbi 6 család tartozik:
- annónafélék (Annonaceae) Juss.
- degeneriafélék (Degeneriaceae) I.W.Bailey & A.C.Sm.
- Eupomatiaceae Endl.
- Himantandraceae Diels
- liliomfafélék (Magnoliaceae) Juss.
- muskátdiófélék (Myristicaceae) R.Br.

## Jellemzésük
A legősibb zárvatermők tartoznak ebbe a rendbe, erről elsősorban a virágok felépítése árulkodik. A virágtagok spirális elhelyezkedésűek, számuk sok, nem meghatározott. (A valódi kétszikűek és az egyszikűek esetében a virágtagok száma pontosan meghatározott, az előbbieknél 4 vagy 5, az utóbbiaknál 3, olykor ezek többszörösei, vagy ezekre a számokra visszavezethető.) A virág tengelye sokszor megnyúlt, ezáltal jól látható a virágtagok levél eredete. Gyakran a porzók levél eredete is jól felismerhető, amikor ezek levélszerűen kiterülnek.
Virágtakarójuk gyakran egynemű. Porzó- és termőleveleik sokszor részben nyitottak, a később megjelenő alkotóikra (portok, porzószál, illetve magház, bibeszál, bibe) nem tagolódnak. Edénynyalábjaik farészében a tracheákat gyakran tracheidák helyettesítik. Rendszerint ép, bőrnemű leveleikben gyakoriak az éterikus olajat tartalmazó sejtek (illóolajtartók). Sok fajtájukban benzil-izo-kinolin alkaloidokat találunk.
A rend legősibb, névadó családja a liliomfaféléké – (Magnoliaceae).